# دی سیکلومین
دی سیکلومین به شکل شربت و قرص و آمپول برای دردهای روده ای و شکمی مورد استفاده قرار می‌گیرد. این دارو همچنین برای دردهای دوران قاعدگی مصرف می‌شود.

## موارد مصرف
دی سیکلومین برای تسکین دردهای روده‌ای و درد شکمی (کولیک) نوزادان و همچنین دردهای دوران قاعدگی مصرف می‌شود. درمان کمکی در اسهال و سندرم روده تحریک پذیر.

## مکانیسم اثر
این دارو، خاصیت ضد اسپاسم برای دستگاه گوارش دارد. این دارو با مهار گیرنده‌های استیل کولین موجب رفع انقباض عضلات صاف جدار روده می‌شود. همچنین، این دارو تا حدی دارای اثرات بی‌حس کننده موضعی است که ممکن است در برطرف کردن مجاری صفراوی مؤثر باشد.
از طرفی این دارو دارای اثرات آنتیموسکارینی است که پیام‌های پاراسمپاتومیمتیک وارده از اعصاب را دفع می‌کند و باعث جلوگیری از انقباض‌های عضلات صاف در نتیجه کاهش فعالیت دستگاه گوارش و همچنین تولید اسید می‌شود.

## عوارض جانبی
مصرف این دارو می‌تواند عوارض جانبی از قبیل خشکی دهان، تپش قلب، بی‌خوابی، سرگیجه، خستگی، تاری دید، یبوست، اشکال در دفع ادرار، ناتوانی جنسی و اتساع شکم ایجاد کند.
با توجه به اینکه این دارو ممکن است باعث ایجاد سرگیجه و تاری دید شود، توصیه می‌شود پس از مصرف این دارو از کارهایی که نیاز به دقت و تمرکز بالا دارد، مانند رانندگی یا کار با وسایل برنده (مثل دستگاه برش)، خودداری شود.
برای کاهش عوارض جانبی این دارو توصیه می‌شود پس از مصرف به مقدار زیاد مایعات مصرف کنید.

## تداخل دارویی
مصرف همزمان این دارو، با داروهای مضعف CNS می‌تواند اثر آنها را تشدید کند. همچنین مصرف همزمان این دارو با داروهای ضدافسردگی اثرات آنتی کلینرژیک آن‌ها تشدید می‌کند. از طرفی مصرف همزمان این دارو با کتوکونازول باعث کاهش جذب آن می‌شود؛ ولی هیچ تداخل غذایی برای این دارو، گزارش نشده‌است.

## میزان مصرف
به‌طور کلی مصرف این دارو در بزرگسالان معمولاً به اندازه ۱۰ الی ۲۰ میلی‌گرم در روز و در کودکان بین ۶ ماه تا دو سال مقدار ۵ الی ۱۰ میلی‌گرم در روز است. هر چند که میزان دقیق مصرف باید حتماً توسط پزشک تجویز شود.این دارو را باید نیم تا یک ساعت قبل از غذا مصرف شود.